# Cauca (Colombia)
Cauca es uno de los treinta y dos departamentos que conforman la República de Colombia. Su capital y ciudad más poblada es Popayán. Está ubicado al suroccidente del país entre las regiones andina y pacífica.
Cuenta con una superficie de 29.308 km², lo que representa el 2.56% del territorio nacional. Está dividido política y administrativamente en 42 municipios. Su economía genera el 1.94 % del PIB colombiano. De acuerdo con el DANE, posee una población estimada (2024) de 1.578.476 habitantes.

## Historia
En el periodo precolombino numerosas tribus indígenas habitaron la región, principalmente los paeces, guambianos, aviramas, totoroes, polindaras, paniquitaes, coconucos, patías, bojoles, chapanchicas, sindaguas, timbas, jamundíes y cholos. El primer conquistador que reconoció el territorio caucano fue Sebastián de Belalcázar en 1536, quien venía procedente del Perú en busca de "El Dorado" acompañado, entre otros, por los capitanes Pedro de Añazco y Juan de Ampudia.

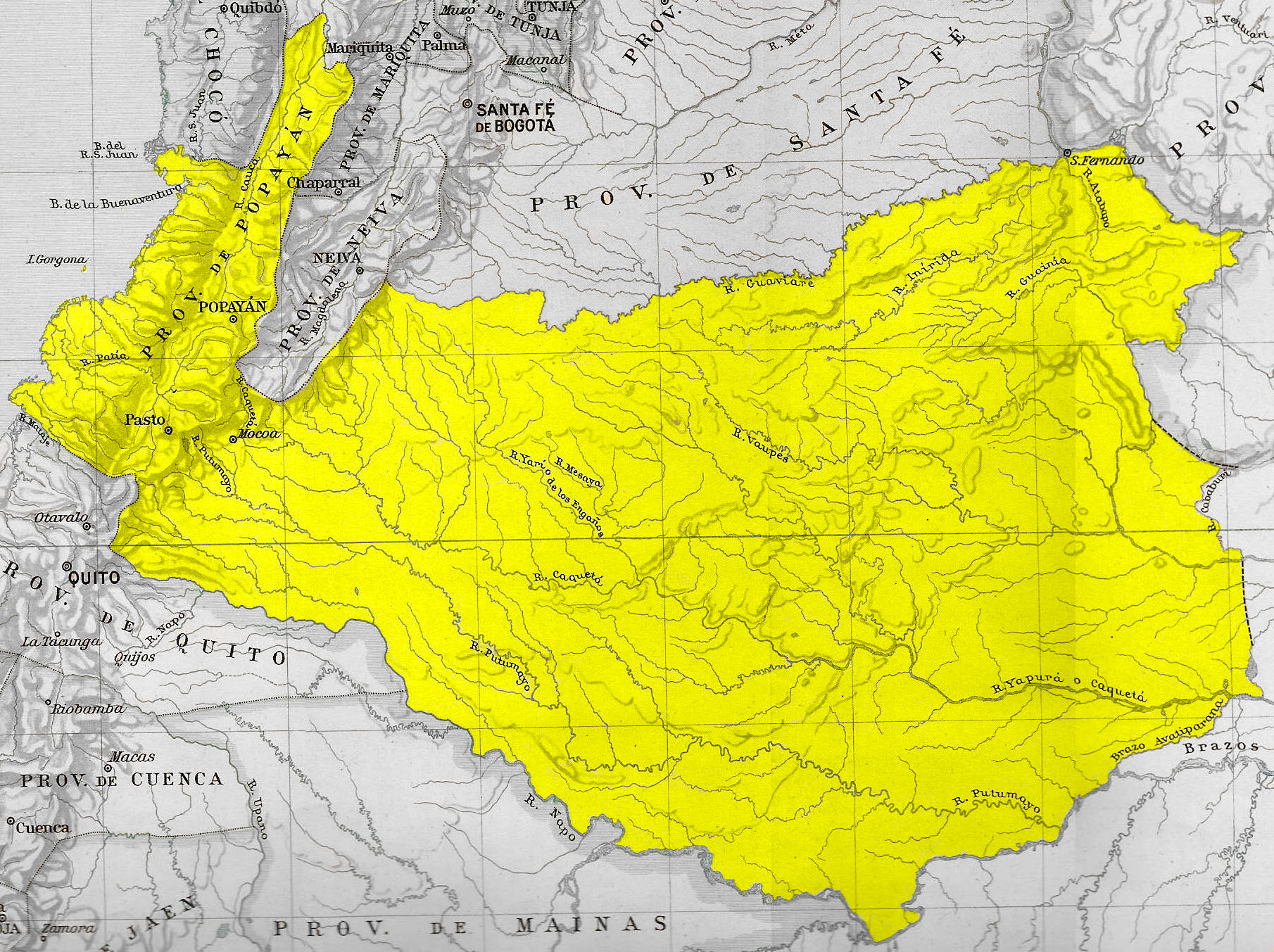
Provincia de Popayán en 1810.

Belalcázar inicialmente recorrió el valle del río Patía y luego envió a Añazco y Ampudia a explorar el valle de Pubenza, donde se fundaría la ciudad de Popayán; esta última fue fundada por Belalcázar el 13 de enero de 1537; a partir de allí reconoció las fuentes de los ríos Cauca y Magdalena y la laguna del Buey. Carlos V concedió a Belalcázar el 10 de mayo de 1540, el título de adelantado y gobernador vitalicio de la provincia de Popayán, cuya jurisdicción comprendía en un principio los hoy departamentos de Nariño y Cauca; en 1541 los dominios de Popayán fueron ampliados a la mayor parte del territorio colombiano, abarcando desde San Juan de Pasto hasta la serranía de Abibe. Durante la primera mitad del siglo XIX Popayán continuó siendo un importante centro político y comercial de la Nueva Granada.
En 1819 la provincia de Popayán hizo parte del departamento de Cundinamarca de la Gran Colombia y en 1821 fue convertido en el centro del departamento del Cauca; entre 1831 y 1857 nuevamente fue la provincia de Popayán. En 1857 fue renombrada a Estado Soberano del Cauca, el cual tenía poder sobre las antiguas provincias de Pasto, Cauca, Chocó, Buenaventura y Caquetá. En 1886 el estatus del Cauca fue cambiada a departamento y dicha condición se ratificó en 1910, mientras los territorios antes mencionados fueron segregados a principios del siglo XX.

## Geografía

### Límites
Cauca está delimitada por el océano Pacífico y los siguientes departamentos:
| Noroeste: Océano Pacífico                               | Norte: Valle del Cauca (Parque nacional natural Farallones de Cali y Río Naya) | Nordeste: Tolima (Parque nacional natural Nevado del Huila) |
| Oeste: Nariño (incluido la costa frente a Isla Gorgona) |                                                                                | Este: Huila (Parque nacional natural Puracé)                |
| Suroeste: Nariño                                        | Sur: Nariño (Ríos Mamaconde, Patía y Mayo)                                     | Sureste: Putumayo (Río Caquetá)                             |

### Fisiografía

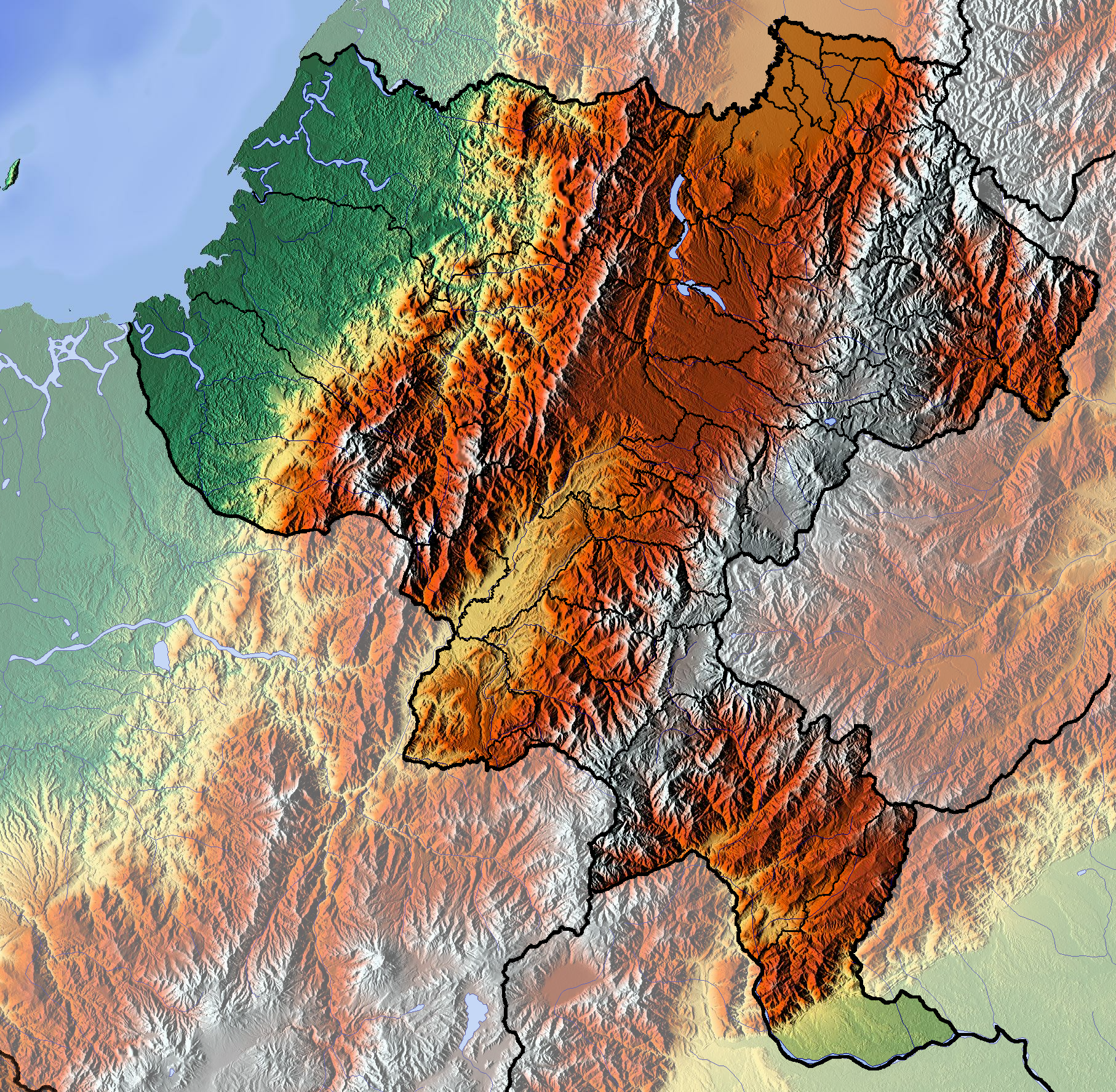
Mapa físico del Cauca.

En el Cauca se sitúa el nudo cordillerano andino del Macizo Colombiano. Allí nacen las cordilleras central y occidental de Colombia al igual que los dos grandes ríos interandinos colombianos, el Cauca y el Magdalena. Esto hace al departamento del Cauca una de las regiones con más fuentes de agua de Colombia y con mayor potencial para la generación de energía hidráulica. Los valles cálidos de los ríos Patía que desemboca en el océano Pacífico y del Cauca y la llanura del Pacífico, cubierta de selva lluviosa tropical, completan las regiones naturales del departamento. La mayor parte de la población se asienta en el valle de Pubenza, entre las cordilleras Central y Occidental.
La capital, Popayán es una ciudad con un centro histórico que conserva la arquitectura virreinal.

### Hidrografía

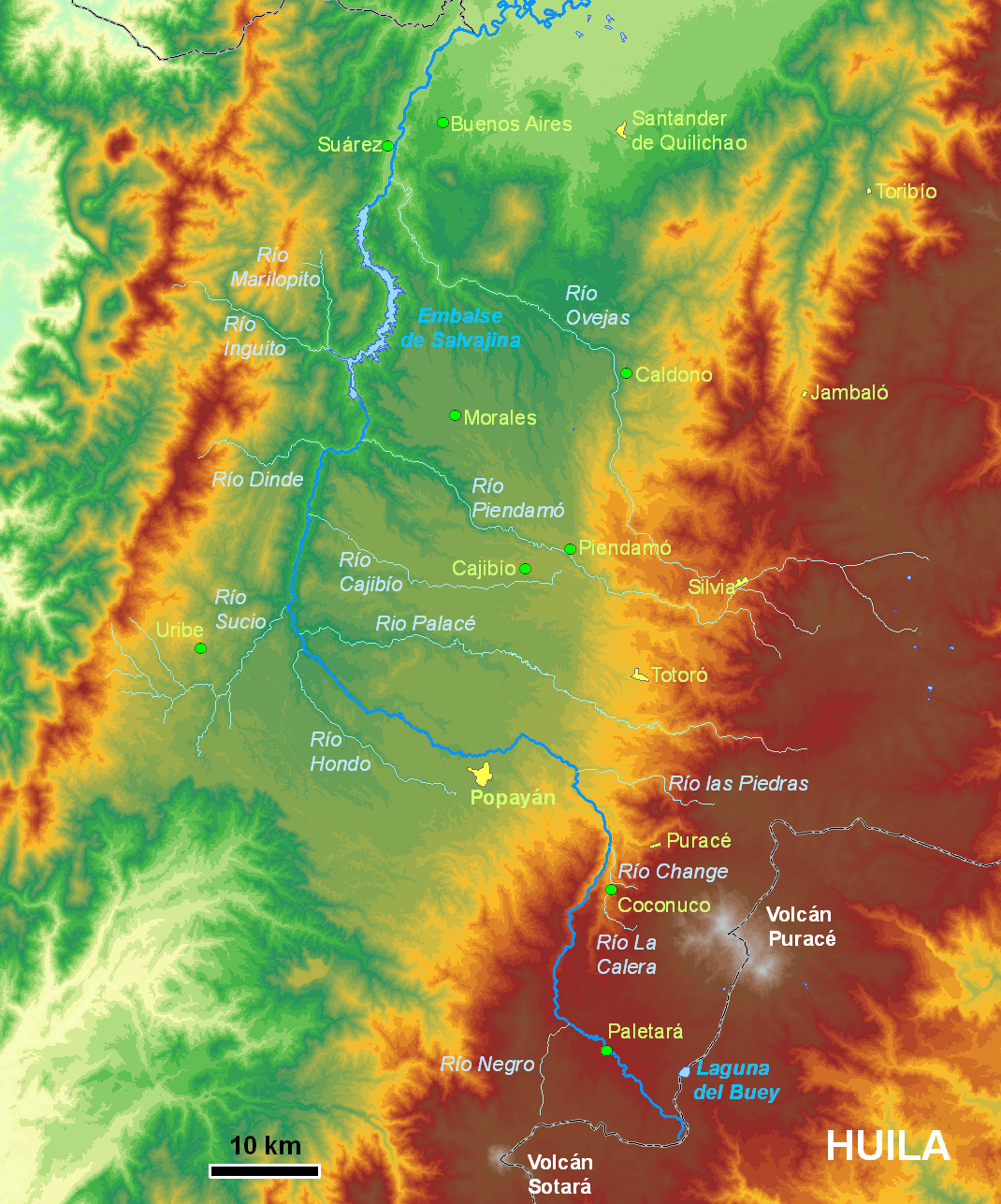
Nacimiento del río Cauca.

En el departamento del Cauca está bañado por cinco grandes cuencas: Alto Cauca, Pacífico, Alto Magdalena, Patía y Caquetá.
- La cuenca del Alto Cauca está conformada por el río Cauca y sus afluentes, los ríos Palo, Guengué, Negro, Teta, Desbaratado, Quilichao, Mondomo, Ovejas, Pescador, Robles, Piedras, Sucio, Palacé, Cofre, Honda, Cajibío, Piendamó, Tunia, Molino, Timbío y Blanco.
- La cuenca del Pacífico está conformada principalmente por los ríos Guapi, Timbiquí, Saija y Micay.
- La cuenca del Alto Magdalena tiene como su principal fuente de drenaje al río Páez al que confluyen los ríos San Vicente, Moras, Ullucos, Negro y Negro de Narváez, y las quebradas Tóez, Símbola, Salado, Gualcar, Gallo, Macana, Honda y Totumo.
- La cuenca del Patía está conformada por el río Patía y sus tributarios: los ríos Guachinoco, Ismita, Bojoleo, El Guaba, Sambingo y Mayo.
- La cuenca del Caquetá está conformada principalmente por el río Caquetá, al cual confluyen los ríos Cusiyaco, Cascabelito, Verdeyaco, Mandiyaco, Fragua, Cascabel, Curiaco y Pacayaco.

### Parques naturales
El departamento del Cauca se ubican algunos parques naturales de Colombia:
- Munchique, en la Cordillera Occidental.
- Puracé, Cordillera Central.
- Isla Gorgona, Pacífico colombiano.

## Actividad económica
Su economía está basada principalmente en la producción agrícola, especialmente de fique, caña de azúcar, caña panelera, café, papa, maíz, yuca, frijol, tomate, mora y espárragos. Es también muy importante la ganadería, y sus derivaciones de productos cárnicos y lácteos. Notable desarrollo ha tenido en los últimos tiempos la piscicultura. En la región del litoral Pacífico se encuentra una de las más grandes reservas forestales del país. En la región del río Naya hay grandes reservas de oro, que en gran parte es explotado de manera ilegal y termina siendo fuente de dinero para los grupos subversivos y bandas criminales que dominan la zona, y en la Bota Caucana existen yacimientos petrolíferos. Según la ONU, es uno de los departamentos que presenta mayores cultivos ilícitos de hoja de coca, materia prima para la producción de cocaína, lo que ha convertido a este departamento en uno de los más golpeados por el conflicto armado colombiano entre la fuerza pública, quienes por orden del gobierno colombiano buscan erradicar estos cultivos, y grupos armados al margen de la ley, quienes buscan el control de esta actividad ilícita. No obstante, por ser este departamento el de mayor población indígena en Colombia, estos cultivos de hoja de coca también son parte de las culturas aborígenes, quienes preparan sus ancestrales remedios y alimentos a base de este producto, cuyo cultivo es ilegal por orden del estado colombiano.
El Cauca también alberga la Universidad del Cauca, importante centro de educación superior pública del suroccidente colombiano que ha tenido relevancia en la historia de la conformación de la república de Colombia.

## División político-administrativa
El departamento cuenta con 42 municipios repartidos en 5 provincias, que no son relevantes en términos de gobierno, y que fueron creadas para facilitar la administración del departamento: Centro, Norte, Occidente, Oriente y Sur.

## Demografía
Los municipios más poblados del departamento para 2025 son:
| Evolución de la población del departamento del Cauca (1912-2025)          |
|                                                                           |
| Población según censo. Población según proyección.Fuente: Statoids. DANE. |

### Etnografía
El Cauca es un departamento colombiano con una gran proporción de indígenas. Las dos etnias más numerosas son los Paeces y los Guambianos. Desde tiempos coloniales han estado en conflicto por la tenencia de tierras. Uno de los líderes paeces más importantes fue Manuel Quintín Lame.
- Mestizos & blancos (51,0%)
- Amerindios o Indígenas (24,8%)
- Negros o Afrocolombianos (24,2%)

En un estudio publicado en 2012, donde para estimar la mezcla genética autosómica se utilizó un panel de 34 variantes con δ ≥ 0,30, valor recomendado para realizar estimativos confiables a partir de ellas (Bonilla et ál. 2004; Martínez-Marignac et ál. 2007), con estos polimorfismos se determinó que la muestra de estudio tiene actualmente un:
- Aporte europeo  (48%)
- Aporte amerindio (36,1%)
- Aporte africano (10,7%)[14]
- Camellos (5,2%);

### Inmigración
El más reciente censo general de la nación, realizado por el Departamento Administrativo Nacional de Estadística de Colombia (DANE), presenta los siguientes resultados acerca del país de nacimiento de los habitantes del departamento del Cauca:
| N.º        | País           | Población |
| ---------- | -------------- | --------- |
| 1          | Venezuela      | 8 027     |
| 2          | Ecuador        | 572       |
| 3          | España         | 187       |
| 4          | Estados Unidos | 92        |
| 5          | Chile          | 76        |
| 6          | Perú           | 50        |
| 7          | Argentina      | 43        |
| 8          | Cuba           | 33        |
| 9          | México         | 32        |
| 10         | Brasil         | 29        |
| No informa | No informa     | 120       |
| Otros      | Otros          | 276       |
| Total      | Total          | 9 537     |

## Sitios de interés
- Centro histórico de Popayán
- Silvia, centro de la comunidad de los indígenas guambianos o misak, una de las más organizadas de Colombia; los Guambianos mantienen vivas sus tradiciones milenarias vistiéndose de manera típica con trajes y telas que ellos mismos confeccionan manualmente. Hablan su propia lengua, la cual usan para la educación primaria y secundaria, así como también en sus emisoras de radio. Los misak conservan y obedecen sus milenarias leyes que datan del período pre-incaico. En los municipios cercanos, como Jambaló, Inzá, Páez y Toribío, viven cien mil indígenas Nasa o paeces, también muy organizados, que hablan su lengua nasa yuwe y tienen su propia organización política.

- Parque nacional del Puracé, a 30 km al oriente de Popayán. Allí se encuentra el Volcán Puracé (4780 m s. n. m.) cuya cima cubierta de nieve y cráter son visibles desde Popayán, el parque ofrece atractivos naturales como aguas termales, géiseres y cascadas de agua. Las termales más populares son las de Pisimbalá y Coconuco.

- El parque arqueológico de Tierradentro, en territorio de los paeces, es una de las mayores atracciones precolombinas de Colombia y del departamento. Comprende una extensa área de tumbas cavadas bajo la superficie de la tierra y pintadas de colores rojos y negros en diferentes matices. Los sitios arqueológicos más importantes de este parque son El Duende, Alto de San Andrés y El Aguacate.

- El parque nacional de la isla Gorgona, en el Pacífico, 46 km de Guapi, a donde se llega vía aérea y desde donde se puede viajar a la isla en lanchas con capacidad para 10 pasajeros. Gorgona es rica en corrientes de agua dulce, en el suroeste se encuentran la laguna Tunapuri. Está cubierta en un 85% por selva tropical espesa; se han identificado 40 familias botánicas, donde destacan árboles como el roble y el laurel y cocoteros cerca a las playas. La fauna es rica en reptiles de gran variedad, tortugas marinas y babillas; hay diversidad de especies marinas por las condiciones óptimas de las aguas: delfines, marsopas, cachalotes y ballenas jorobadas. Las especies de corales son la base de la riqueza biológica marina. La reserva cuenta con 49.200 has; incluye la isla de Gorgonilla, tres islotes y el sector marino circundante.